# Saison 6 de Kaamelott
Chronologie
Livre V Kaamelott : Premier Volet
Cet article présente le guide de la sixième saison de la série télévisée Kaamelott.
Cette saison n'est pas une suite directe du livre V de la série, mais constitue plutôt une genèse de Kaamelott. Les huit premiers épisodes retraceront la jeunesse romaine d'Arthur, ce qui les identifie comme une préquelle à la série. Le neuvième épisode est la suite directe du livre V, représentant selon Alexandre Astier un point d'orgue, concluant la série et annonçant le premier long-métrage (sur les trois envisagés).

## Synopsis
Avant de siéger sur le trône de Kaamelott, le jeune Arturus servait dans la milice urbaine de Rome. Alors que quelques sénateurs romains débattent du « problème breton », le simple soldat va prendre du galon bon gré mal gré. Il va ensuite retourner en Bretagne où il se mariera avec Guenièvre.

## Distribution

### Acteurs principaux
- Alexandre Astier : Arthur
- Lionnel Astier : Léodagan, roi de Carmélide
- Joëlle Sevilla : Dame Séli
- Patrick Chesnais : Lucius Sillius Sallustius
- Tchéky Karyo : Manius Macrinus Firmus
- Jacques Chambon : Merlin
- Emmanuel Meirieu : Appius Manilius
- Pierre Mondy : Imperator
- Anne Girouard : Guenièvre
- Valeria Cavalli : Aconia Minor

### Acteurs récurrents
- François Levantal : Publius Servius Capito (8 épisodes)
- Manu Payet : Verinus (7 épisodes)
- Pascal Demolon : Spurius Cordius Frontinius (6 épisodes)
- Lou Bonetti : Licinia (6 épisodes)
- Frédéric Forestier : Aulus Milonius Procyon (6 épisodes)
- Jean-Marc Avocat : Titus Nipius Glaucia (6 épisodes)
- Philippe Nahon : Goustan de Carmélide (6 épisodes)
- Franck Pitiot : Perceval de Galles (6 épisodes)
- Jean-Christophe Hembert : Karadoc de Vannes (5 épisodes)
- Audrey Fleurot : La Dame du Lac (5 épisodes)
- Marion Creusvaux : Julia (5 épisodes)
- Stéphane Margot : Calogrenant, roi de Calédonie (5 épisodes)
- Bruno Salomone : Caius Camillus (5 épisodes)
- Anne Benoît : Drusilla (5 épisodes)
- Jonathan Chiche : Caius Papinius (5 épisodes)
- François Rollin : Loth, roi d'Orcanie (5 épisodes)
- Eddy Letexier : Hoël, roi d'Armorique (4 épisodes)
- Valentin Traversi : Ketchatar, roi d'Irlande (4 épisodes)
- Jean-Yves Chatelais : Vibius Pisentius Petrus (4 épisodes)
- Alain Doutey : Publius Desticius (4 épisodes)
- Gil Galliot : Mamercus Flaccus Calvo (4 épisodes)
- Loïc Varraut : Venec (4 épisodes)
- Patrick Catalifo : Marcus Oranius Lurco (4 épisodes)
- Thomas Cousseau : Lancelot du Lac (4 épisodes)
- Alain Chapuis : le tavernier (4 épisodes)
- Frédérique Bel : Helvia (4 épisodes)
- Nicolas Gabion : Bohort (4 épisodes)
- Alexis Hénon : Galessin, duc d'Orcanie (3 épisodes)
- Tony Saba : Hervé de Rinel (3 épisodes)
- Michelle Goddet : Acheflour (3 épisodes)
- Marthe Villalonga : Nonna (3 épisodes)
- Jean-Robert Lombard : Père Blaise (3 épisodes)
- Jackie Berroyer : Pellinor (3 épisodes)
- Caroline Ferrus : Mevanwi de Vannes (3 épisodes)

### Acteurs invités
- Michel Bernini : Vibius Iuventius Bestia (2 épisodes)
- Philippe Morier-Genoud : Bohort de Gaunes (2 épisodes)
- Christian Bujeau : le maître d'armes (2 épisodes)
- Jordan Topenas : Lucius Falerius (2 épisodes)
- Carlo Brandt : Méléagant (2 épisodes)
- Brice Fournier : Kadoc (2 épisodes)
- Josée Drevon : Ygerne de Tintagel (2 épisodes)
- Anouk Grinberg : Anna de Tintagel (2 épisodes)
- Claire Nadeau : Cryda de Tintagel (2 épisodes)
- Pascal Vincent : Urgan (1 épisode)
- Aurélien Portehaut : Gauvain (1 épisode)
- Rachel Arditi : la Dame des pierres (1 épisode)
- Stéphanie Lagarde : La Fée mère (1 épisode)
- Guillaume Briat : le roi burgonde (1 épisode)
- Denis Maréchal : Narsès de Byzance (1 épisode)
- François Toumarkine : le chef Ostrogoth (1 épisode)
- Virginie Efira : Berlewen (1 épisode)
- Étienne Fague : Lionel de Gaunes (1 épisode)
- Gilles Graveleau : Roparzh (1 épisode)
- Serge Papagalli : Guethenoc (1 épisode)
- François Morel : Belt (1 épisode)
- Antoine de Caunes : Seigneur Dagonet (1 épisode)
- Marie-Laure Rongier : La Dame des bois (1 épisode)

## Réalisation
L'équipe est allée tourner à la Cinecittà dans les décors de la série télévisée Rome.

## Diffusion
La diffusion télévisuelle du livre VI (épisodes 450 à 458) a commencé en première partie de soirée sur M6 à raison de 9 épisodes de 45 minutes diffusés sur trois soirées. Les trois premiers épisodes ont été diffusés le samedi 17 octobre 2009. Les 6 épisodes suivants ont été diffusés les 24 et 31 octobre 2009.
Les 7 premiers épisodes ont été projetés en avant-première le 25 mars 2009 au Grand Rex lors du festival Paris Fait sa Comédie, en compagnie d'une grande partie de l'équipe.

## Épisodes

### Épisode 1:Miles Ignotus(Le Soldat inconnu)
Rome rencontre de grandes difficultés en Bretagne. Le chef de guerre du camp fortifié du mur d'Hadrien, Manius Macrinus Firmus, en poste depuis treize ans, a subi plusieurs défaites contre les indigènes de ce pays. Le sénateur Lucius Silius Sallustius décide de régler le « problème breton » en se servant de la légende de « l'épée des rois ». À la recherche d'un Breton parmi les soldats romains, il recrute Arturus, soldat de la milice urbaine, qui n'a plus aucun souvenir de la Bretagne.
Arturus et Manilius, un autre soldat de la milice et ami d'Arturus, font le mur et s'introduisent illégalement dans une fête bourgeoise ayant lieu dans la villa Aconia.

### Épisode 2:Centurio(Le Centurion)
La Dame du Lac est convoquée par les Dieux pour lui rappeler sa mission de préparation d'Arturus au trône et à la quête du Graal. Après l'incident à la villa Aconia, où Arturus frappe Glaucia, Sallustius décide de le prendre sous sa protection et le nomme centurion afin de le sauver de la punition qui l'attend. Manilius, présent lors des événements, prend la fuite.

### Épisode 3:Præceptores(Les Précepteurs)
Sallustius confie Arturus à Aconia Minor afin qu'elle l'éduque et l'instruise, car il devient de plus en plus évident qu'Arturus est la solution du « problème breton ». De leur côté, Merlin est en visite à Rome, Léodagan est invité à s’y rendre par Glaucia, et Arturus demande à Merlin de rentrer en Bretagne pour signifier à quiconque qu’il peut se faire connaître par un fait d’armes ou une quête de son choix afin de pouvoir gouverner à ses côtés.

### Épisode 4:Arturi inquisito(La Recherche d’Arthur)
Arturus, toujours sous la protection de Sallustius, se voit confier une mission : tuer un chef ostrogoth afin de devenir dux bellorum (chef de guerre). Après une longue hésitation, il accepte à la seule condition qu'Appius Manilius soit libéré de prison, tandis que Merlin doit demander à tout le peuple breton d'accomplir une quête afin de participer au gouvernement de la Bretagne avec Arturus.

### Épisode 5:Dux bellorum(Chef de guerre)
Arturus est nommé chef de guerre mais ce poste lui déplaît, car il sait que c'est moins dû à son mérite qu'à l'objectif de le faire parvenir au poste de roi de Bretagne. Il discute avec César, qui lui donne plusieurs « conseils ». Arturus cultive une passion pour Aconia, sa préceptrice, tandis que de leur côté, Perceval, Karadoc, Bohort et Lancelot essaient d'accomplir une quête.

### Épisode 6:Nuptiæ(Les Noces)
Arturus apprend que Léodagan de Carmélide ne voudra rallier son royaume à celui de Logres que si le futur roi épouse sa fille, Guenièvre, tandis qu'Aconia revient sur sa décision et épouse Arturus, bien qu'elle soit déjà mariée. Dans les rues du ghetto de Rome, Arturus subit tant bien que mal les caprices puérils de César. La situation atteint son paroxysme lorsque ce dernier déclare avoir déféqué dans sa tunique. Finalement Arturus rend sa dignité à César en le faisant parader dans les rues de Rome en cuirasse de général. Revenu à la villa Aconia, Arturus fait la promesse à sa nouvelle épouse qu’il ne consommera jamais le mariage potentiel avec Guenièvre.

### Épisode 7:Arturus rex(Le Roi Arthur)
Arturus et Appius Manilius arrivent en Bretagne et rencontrent Perceval, Karadoc et les autres candidats pour devenir chevaliers, tandis que l'ancien chef de guerre romain qui gouvernait la Bretagne rentre chez lui, en souriant. Arturus retire Excalibur du rocher puis se rend au rassemblement des chefs de clans, où Léodagan le reçoit. Puis le roi Arthur découvre sa promise, Guenièvre.

### Épisode 8:Lacrimosa(Pleine de larmes)
Arthur et Guenièvre se marient, puis ce dernier réunit tout le peuple breton sur une plage. Astucieusement, il démontre à Sallustius que le peuple breton est prêt à tout pour se défaire du joug romain (en leur ayant préalablement appris quand ils devaient lever la main pour acquiescer) et explique donc au sénateur qu'il prend le plein contrôle de la Bretagne. Encore abasourdis par la traîtrise d'Arthur, Sallustius et Capito lui font comprendre qu'il sera tout simplement traqué et tué s'il revient à Rome. S'ensuit alors un grand discours où Arthur explique au peuple breton rassemblé sur la plage que celui-ci est libéré du "joug romain". Une scène assez hilarante puisqu'il se retrouve confronté au manque de vocabulaire du peuple breton à travers l'intervention de Pellinor : "Vous êtes libéré du joug romain ! - Du quoi ?" Ou encore "Le joug... comme le joug fleur ?" Arthur finit par s'agacer contre Pellinor à la fin de cette scène. Cette scène représente la difficulté pour Arthur de communiquer avec les paysans bretons, très représentée à travers les échanges tout au long de la série avec Guethenoc et Roparzh, archétypes de ces derniers. 
Les menaces des fonctionnaires romains ne sont pas prises en compte par Arthur alors même que la réticence de Manilius se fait ressentir. Il retourne alors avec ce dernier, à Rome pour y retrouver sa première femme, — déjà mariée, mais qu'il avait secrètement épousée — Aconia. Il découvre qu’elle doit partir en Macédoine avec son mari qui n'est autre que Manius Macrinus Firmus, ancien général en poste au mur d'Hadrien. Décontenancé, Arthur voit Aconia disparaître sous ses yeux sans qu'ils aient presque pu échanger le moindre mot. Dans le même temps Manilius, parti chercher sa fiancée, est assassiné par Procyon qui avait été renseigné par Verinus. César, sous la pression de Méléagant, se suicide. 
Lacrimosa est aussi le titre d'un épisode du Livre I, mais ces deux épisodes n'ont aucun autre rapport.

### Épisode 9:Dies iræ(Jour de colère)
Six à douze mois après sa tentative de suicide, Arthur voit ses chevaliers, sa femme et sa demi-sœur défiler à son chevet, à la forteresse de Tintagel, et tous découvrent qu'Arthur est encore vivant, mais trop faible pour régner de nouveau. Karadoc lui rend le pouvoir qu'Arthur confie finalement à Lancelot. Celui-ci retombe sous l'emprise de Méléagant et sème le chaos en Bretagne afin de faire « table rase » du règne d'Arthur et des Chevaliers de la Table Ronde. Pendant que Lancelot et ses hommes sortent la Table Ronde de Kaamelott et la brûlent, Venec tente de transporter Arthur dans un lieu sûr pour qu'il ne tombe pas entre les mains des hommes de Lancelot. Arthur, d'abord réticent, accepte et en vient à la conclusion que c'est à Rome qu'il sera le plus en sécurité. Avant de partir, il insiste pour que ses cicatrices au poignet soient cachées, afin que personne ne remarque sa tentative de suicide. Dans la maison d’Aconia laissée à l’abandon, Arthur reprend confiance en lui et se prépare à repartir au combat.
Dies Irae est également le titre du court-métrage à l'origine de la série, sorti en 2003.